# Astrid Schop
Astrid Schop (Amstelveen, Holanda del Nord, 1 de desembre de 1965) va ser una ciclista neerlandesa. Va obtenir dues medalles d'or als Campionats del Món en contrarellotge per equips.

## Palmarès
- 1990
  -  Campiona del Món en contrarellotge per equips (amb Leontien Van Moorsel, Cora Westland i Monique Knol)
  - 1a a la Chrono des Herbiers
- 1991
  - 1a al Tour de la CEE
- 1992
  - Vencedora d'una etapa al Tour ciclista femení